# Air Turquoise
Air Turquoise — французская бюджетная авиакомпания, основанная 21 июня 2005 года. В связи с финансовыми трудностями прекратила свои операции 19 июля 2006.

## История
Компания была основана 21 июня 2005 года и изначально базировалась в аэропорту Реймса, впоследствии переместившись в Аэропорт Шарли Ватри (Ватри, департамент Марна). В связи с финансовыми затруднениями компания прекратила перевозки 19 июля 2006 года. По состоянию на 31 июля компания сохраняла статус действующего перевозчика в надежде найти новых инвесторов, однако уже 2 августа 2006 года была ликвидирована.

## Флот
Флот компании состоял из одного самолёта ATR 42 (D-BRRR), принадлежавшего компании Eurowings, арендованного у Contact Air.

## Направления переводзок
Основными направлениями перевозок Air Turquoise являлись:
- Лондон;
- Марсель;
- Бордо;
- Ницца;
- Реймс;
- Тулуза.